# Giulio Paolo
Giulio Paolo (in latino Iulius Paulus; Patavium, II secolo – III secolo), conosciuto e citato con il solo cognome Paolo, è stato un giureconsulto romano e prefetto del pretorio.

## Biografia
Paolo esercitò la carica di prefetto del pretorio al tempo dell'imperatore Alessandro Severo, ma è ricordato come giureconsulto per i suoi commenti a opere giuridiche e testi normativi, compilati durante la Roma repubblicana.

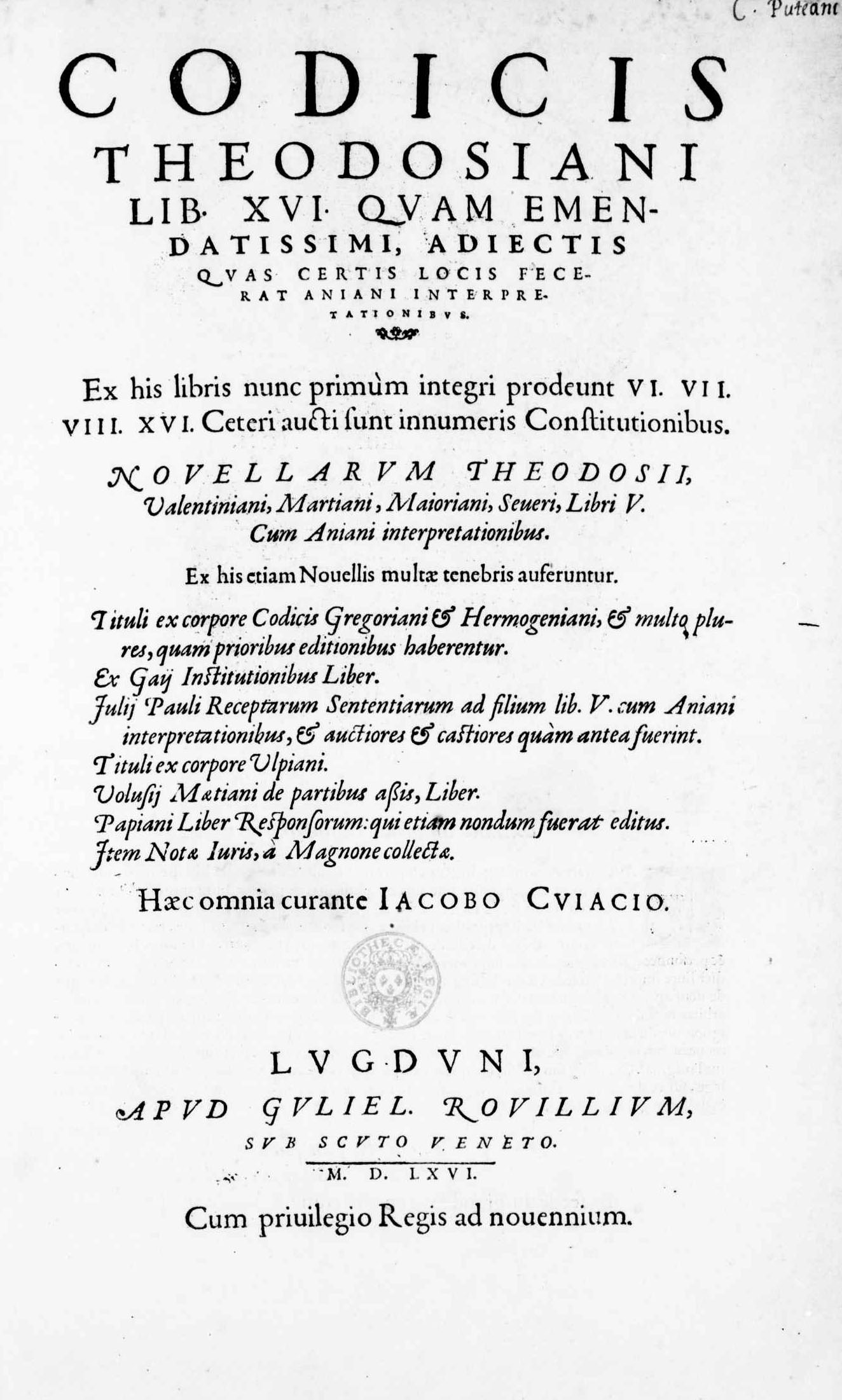
Frontespizio dell'edizione del Codex Theodosianus, pubblicata da Guillaume Rouillé a cura di Jacques Cujas, contenente anche le cosiddette Pauli sententiae (1566)

Dopo Eneo Domizio Ulpiano, di cui fu contemporaneo, risulta essere l'ultimo rappresentante della giurisprudenza di epoca classica e l'autore più utilizzato nella compilazione del Corpus iuris civilis, voluto dall'imperatore Giustiniano I, con l'utilizzo di passi tratti dalle sue 86 opere, suddivise in 319 libri. I suoi Commentari sono organizzati cosìː Ad sabinum (16 libri) e Ad edictum (78 libri). I 23 libri di Brevium sono un abbreviato commento dell'editto pretorio e i 5 libri delle sue Sentenze, in cui ha raccolto massime arricchendole di glosse, hanno particolare interesse, per il diritto privato e il diritto penale. Altri suoi scritti sono didatticiː le Regulae e le Institutiones. È considerato un raccoglitore di precedenti dottrine. Giulio Paolo era uno dei cinque giuristi dell'antichità, le cui opinioni contavano nei tribunali. Circa un sesto del Digesto è formato da elaborazioni di suoi scritti.
In un costituto del 239 dell'imperatore Gordiano in materia di nozze, dove è citato un suo responso, Paolo è chiamato «vir prudentissimus Paulus» (Codex, 5, 4, 6).
In epoca postclassica una raccolta di pareri giurisprudenziali romani a lui attribuita, dal titolo Pauli sententiae, ebbe grande fortuna e influenzò notevolmente la scienza giuridica del tempo. L'effettiva paternità dell'opera è tuttavia oggetto di discussione.
I padovani lo ricordano come uno dei loro grandi concittadini, assieme a Tito Livio, Pietro d'Abano e Alberto da Padova dell'ordine agostiniano degli Eremitani (questi ultimi due vissuti tra il XIII e il XIV secolo), nelle lunette poste sopra le quattro porte pretorie sotto le logge del Palazzo della Ragione. 
L'iscrizione latina posta sotto il bassorilievo che ritrae Giulio Paolo recita:

## Opere
- Sententiae receptae ad filium
  - (LA) Iulius Paulus, Sententiarum receptarum ad filium lib. V, in Codicis Theodosiani lib. XVI quam emendatissimi […], Haec omnia curante Iacobo Cuiacio, Lugduni, apud Guliel. Rouillium, 1566,  pp. 609-667.